# Zodoufouma
Zodoufouma est un village situé au nord ouest de la Côte d'Ivoire dans la région du Bafing. Ce village appartient au département de Ouaninou.